# ماريا إيلينا بيريني
الأخت ماريا إيلينا بيريني (بالإنجليزية: Maria Elena Berini) (من مواليد 9 كانون الأول / ديسمبر 1944 في سوندريو بإيطاليا) هي راهبة ومُبشّرة كاثوليكية فازت بجائزة نساء الشجاعة الدولية في عام 2018.

## حياتها
التحقت بيريني برهبنة أخوات جان - أنطايد تورت.
تدرّبت بيريني من عام 1963 إلى عام 1969 للعمل كمدرسة. وفي عام 1972، ذهبت إلى تشاد، للعمل في المدارس الريفية، ثم أرسلتها جماعة الراهبات في عام 2007 إلى جمهورية أفريقيا الوسطى. وفي عام 2017، قدمت المأوى للمحتاجين أثناء بعثتها التبشيرية الكاثوليكية، عندما هاجم المتمردون بوكارانجا.

## وصلات خارجية
- "Biographies of the Finalists for the 2018 International Women of Courage Awards". U.S. Department of State | Home Page. 9 ديسمبر 1944. مؤرشف من الأصل في 2019-03-27. اطلع عليه بتاريخ 2018-04-03.
- "State Department honors International Women of Courage". UPI. 23 مارس 2018. مؤرشف من الأصل في 2019-01-04. اطلع عليه بتاريخ 2018-04-03.
- "Ancora scontri in Centrafrica: il racconto di sofferenza di suor Maria". Fondazione Un Raggio Di Luce Onlus (بالإيطالية). 6 Feb 2017. Archived from the original on 2019-12-12. Retrieved 2018-04-03.

 هذه المقالة تحتوي على مواد من وثيقة للحكومة الأمريكية ضمن النطاق العام ‏. Biographies of the Finalists for the 2018 International Women of Courage Awards